# Osobowość chwiejna emocjonalnie typu borderline
Osobowość chwiejna emocjonalnie podtypu granicznego (ang. borderline personality disorder, BPD), inaczej pograniczne zaburzenie osobowości, osobowość borderline – zaburzenie osobowości charakteryzujące się wahaniami nastroju, napadami intensywnego gniewu, niestabilnym obrazem siebie, niestabilnymi i naznaczonymi silnymi emocjami związkami interpersonalnymi, silnym lękiem przed odrzuceniem i gorączkowymi wysiłkami mającymi na celu uniknięcie odrzucenia, działaniami autoagresywnymi oraz chronicznym uczuciem pustki (braku sensu w życiu).
Zapadalność na osobowość „borderline” wynosi około 1–2%. Zaburzenie wymaga wielokierunkowego leczenia, psychoterapii, a niekiedy też hospitalizacji.

## Historia
Pograniczne zaburzenie osobowości po raz pierwszy pojawiło się w amerykańskiej klasyfikacji chorób psychicznych w roku 1980, w jej trzecim wydaniu (DSM-III), i nie od razu weszło do klasyfikacji europejskiej (ICD).

## Diagnoza borderline
Aktualnie „złotym standardem” diagnozy BPD są:
1. Wywiad psychologiczny[2]
2. Test MMPI-2[2]
3. Test SCID-5[2]

## Kryteria diagnostyczne (objawy)

### Kryteria diagnostyczne ICD-10
W ICD-10 używa się pojęcia „osobowości chwiejnej emocjonalnie” (F60.3), która występuje w dwóch podtypach: impulsywnym (F60.30) i granicznym (F60.31).
Żeby stwierdzić podtyp graniczny muszą wystąpić co najmniej trzy spośród kryteriów diagnostycznych podtypu impulsywnego, oraz co najmniej dwa spośród poniższych:
1. Zaburzenia w obrębie i niepewność co do obrazu ja (self image) oraz celów i wewnętrznych preferencji (włączając seksualne),
2. Dążenie ku byciu uwikłanym w intensywne i niestabilne związki, prowadzące często do kryzysów emocjonalnych,
3. Nadmierne wysiłki uniknięcia porzucenia,
4. Powtarzające się groźby lub działania o charakterze autoagresywnym (self-harm),
5. Chroniczne uczucie pustki.

### Kryteria diagnostyczne DSM-IV
Zgodnie z DSM-IV, pograniczne zaburzenie osobowości (301.83) występuje, jeżeli przez dłuższy czas utrzymuje się co najmniej pięć spośród wymienionych dziewięciu kryteriów:
1. gorączkowe wysiłki uniknięcia rzeczywistego lub wyimaginowanego odrzucenia;
2. niestabilne i intensywne związki interpersonalne, charakteryzujące się wahaniami pomiędzy ekstremami idealizacji i dewaluacji;
3. zaburzenia tożsamości: wyraźnie i uporczywie niestabilny obraz samego siebie lub poczucia własnego ja (sense of self);
4. impulsywność w co najmniej dwóch sferach, które są potencjalnie autodestrukcyjne (np. wydawanie pieniędzy, seks, nadużywanie substancji, lekkomyślne prowadzenie pojazdów, kompulsywne jedzenie);
5. nawracające zachowania, gesty lub groźby samobójcze albo działania o charakterze samookaleczającym;
6. niestabilność emocjonalna spowodowana wyraźnymi wahaniami nastroju (np. poważnym epizodycznym głębokim obniżeniem nastroju (dysphoria), drażliwością lub lękiem trwającymi zazwyczaj kilka godzin, rzadko dłużej niż kilka dni);
7. chroniczne uczucie pustki;
8. niestosowny, intensywny gniew lub trudności z kontrolowaniem gniewu (np. częste okazywanie humorów (ang. frequent displays of temper), stały gniew, powtarzające się bójki);
9. przelotne, związane ze stresem myśli paranoiczne (ang. paranoid ideation) lub poważne symptomy rozpadu osobowości (ang. dissociative symptoms).

### Kryteria diagnostyczne wg Otto Kernberga
Otto Kernberg zwolennik opisywania zaburzenia z pogranicza za pomocą modelu konfliktu, uważa, że żeby zdiagnozować osobowość „borderline” muszą wystąpić wszystkie trzy kryteria:
1. kryzysu tożsamości, czyli słabo wyodrębnionych granic pomiędzy ja i nie-ja;
2. obecności prymitywnych mechanizmów obronnych, a w szczególności rozszczepienia;
3. utrzymanych zdolności poznawczych, mimo zniekształceń powodowanych przez mechanizmy obronne.

## Modele pojęciowe
Zaburzenie z pogranicza można opisać za pomocą jednego spośród sześciu modeli pojęciowych: konfliktu, deficytu, badań opisowych, ICD-10, DSM-IV lub biologicznego.

### Model konfliktu
Zgodnie z tym modelem zaburzenie z pogranicza odzwierciedla strukturę obronną, którą dziecko tworzy po to, aby radzić sobie z konfliktem powodowanym przez jego agresję. Prymitywne mechanizmy obronne chronią reprezentacje „dobrego” ja i obiektu przed zniszczeniem ich przez te agresywne skłonności. Konflikt zostaje powstrzymany, ale ego ulega osłabieniu.
Głównym przedstawicielem tej szkoły jest Otto Kernberg.
Kryteria diagnozowania u pacjenta zaburzenia omówiono w rozdziale Kryteria diagnostyczne wg Otto Kernberga.
Zadaniem terapeuty jest objaśnianie i interpretowanie mechanizmów obronnych pacjenta oraz dokonywanych przez niego negatywnych przeniesień. Terapeuta ma dostarczać pacjentowi wiedzy, która pomoże mu lepiej dostosować się do rzeczywistości.
Koncepcja Kernberga została omówiona w rozdziale Teoria relacji z obiektem.

### Model deficytu
Zgodnie z tym modelem problemy pacjentów z osobowością chwiejną emocjonalnie podtypu granicznego są powodowane przez zaburzenia rozwojowe, które wynikają z pewnych „deficytów”, czyli braku lub niedorozwoju niektórych elementów osobowości. U pacjentów tych występuje niedorozwój ego, deficyt ja lub zaburzenie relacji z obiektem.
Główny przedstawiciel tej szkoły – Heinz Kohut – twierdzi, że słabe ja jest niespójne i prowadzi do powstania nieodporności o charakterze narcystycznym, która przejawia się w wybuchach wściekłości narcystycznej. Pacjenci z osobowością „borderline” mają upośledzone ja, nad którym nadbudowują strukturę obronną, mającą chronić ich przed bliskimi związkami, które mogłyby spowodować dalszą fragmentację ja.
Zadaniem terapeuty jest wzmacnianie struktury wewnętrznej pacjenta poprzez empatyczny kontakt z nim. Przy dobrym dopasowaniu pacjenta i psychoanalityka możliwe jest przekształcenie zaburzenia z pogranicza w łatwiejsze do uleczenia zaburzenie narcystyczne.
Koncepcja Kohuta została omówiona w rozdziale Psychologia self.

### Model badań opisowych
Według między innymi Hohna G. Gundersona zamiast szukać przyczyn zaburzenia osobowości z pogranicza, można próbować wyodrębnić zespół zaburzeń pojawiających się u pacjentów z osobowością „borderline”, do którego zgodnie z opracowaną przez niego charakterystyką należą:
- niski poziom osiągnięć, mimo zdolności;
- impulsywność w niektórych sferach życia, szczególnie w stosowaniu używek i w życiu seksualnym;
- próby samobójcze;
- wysoki poziom afektu, obejmujący negatywne uczucia oraz brak satysfakcji;
- łagodne epizody psychotyczne;
- wysoki poziom socjalizacji;
- zaburzone, niestabilne związki.

### Modele ICD-10 i DSM-IV
Modele ICD-10 (F60.31) oraz DSM-IV (301.83) stanowią próbę zdefiniowania zaburzeń z pogranicza na podstawie objawów, bez wnikania w stojące za nimi przyczyny. Są one krytykowane za jednorodne potraktowanie tych zaburzeń, pomijanie tła rozwojowego oraz nieprzydatność kliniczną. Zostały omówione w rozdziałach Kryteria diagnostyczne ICD-10 oraz Kryteria diagnostyczne DSM-IV.

### Model biologiczny
Wedle tego modelu zaburzenia z pogranicza nie wynikają z czynników rozwojowych czy środowiskowych, ale mają u podłoża zaburzenia nastroju o podłożu biologicznym. Tym należy tłumaczyć skuteczność leczenia farmakologicznego oraz ustępowanie zaburzeń z pogranicza po wyleczeniu zaburzeń nastroju.

## Epidemiologia
Borderline występuje stosunkowo często: zachorowalność około 1–2%, w tym 75% to kobiety. Szczególnie wydaje się, że stosunek chorych kobiet do mężczyzn jest większy w populacji młodej, ale przyczyny takiego zróżnicowania nie są znane. Zaburzenia z pogranicza występują nieproporcjonalnie częściej wśród pensjonariuszy zakładów karnych (więźniów w więzieniu) diagnozuje się je u 23% uwięzionych mężczyzn i 20% kobiet.

## Etiologia
Wśród przyczyn etiologicznych borderline wymienia się:
- słowne, emocjonalne, fizyczne lub seksualne maltretowanie dzieci;
- poważne zaniedbywanie dzieci;
- długotrwałą rozłąkę dziecka z opiekunami;
- przeżyte w dzieciństwie traumy;
- występujące w dzieciństwie niekorzystne czynniki środowiskowe;
- wpływ negatywnie nastawionych do dziecka i krytycznych rodziców.

Niektórzy badacze:
- plasują zaburzenia z pogranicza na osi depresja-mania;
- kojarzą je z czynnikami genetycznymi;
- wiążą je z wadliwym transferem neuroprzekaźników: serotoniny, noradrenaliny, acetylocholiny, kwasu γ-aminomasłowego i kwasu glutaminowego oraz z nadaktywnością ciała migdałowatego.

## Cechy obrazu klinicznego
Pacjentów z zaburzeniami z pogranicza rozpoznaje się, konfrontując objawy kliniczne z jednym spośród sześciu omówionych modeli pojęciowych. W praktyce można mówić o trzynastu zespołach cech, na które powinien zwrócić uwagę terapeuta.

### Zaburzenia tożsamości
Pacjenci z borderline wykazują rozmaite zaburzenia tożsamości, które mogą się manifestować przez niestabilną karierę zawodową, problemy z identyfikacją seksualną czy problemy interpersonalne. Kryzys tożsamości może się przejawiać poprzez:
1. niejednoznaczne, niespójne, sprzeczne, enigmatyczne bądź jednowymiarowe opisy własnej osoby;
2. nieprzewidywalność manifestującą się w zmiennej i nieciągłej autoprezentacji;
3. zawyżoną lub zaniżoną samoocenę;
4. przejmowanie cudzych tożsamości i opisywanie siebie w cudzych kategoriach.

### Mechanizmy obronne
Pacjenci z borderline mogą stosować bardziej podstawowe mechanizmy obronne z rozszczepieniem na czele. Przejawia się to przez:
1. niezdolność do jednoczesnego przeżywania sprzecznych stanów emocjonalnych;
2. łączenie poszczególnych cech osobowości z pojęciami „dobra” oraz „zła” i poddawanie ich rozszczepieniu;
3. ignorowanie sprzeczności w postrzeganiu siebie;
4. lęk przed porzuceniem wywoływany przez zachowania wskazujące na to, że mogą być samowystarczalni. Stosowanie wspomnianych mechanizmów nie pozwala na integrację tożsamości pacjenta.

### Funkcje poznawcze i cechy psychotyczne
Pacjenci z borderline:
1. mogą doświadczać krótkotrwałych i przemijających stanów psychotycznych mylonych czasami z manią lub schizofrenią;
2. mogą wyrażać sądy o charakterze urojeniowym;
3. mogą wyrażać sądy o charakterze paranoidalnym;
4. mogą zniekształcać rzeczywistość w związku ze stosowaniem niektórych mechanizmów obronnych m.in.:
  1. dysocjacji, czyli odcięcia się od zbyt trudnych emocji i przeżyć poprzez zmniejszenie świadomości. Na przykład pacjentka po sesji terapeutycznej, w trakcie której musiała mówić o czymś trudnym w jej życiu, nie pamięta szczegółów rozmowy z sesji.
  2. rozszczepienia, czyli myślenia w kategoriach czarne lub białe. Na przykład muszę być zawsze uwielbiany przez wszystkich, a każda inna sytuacja wskazuje, że nikt mnie nie lubi, jestem samotny i nie ma dla mnie nadziei. Zamiast uważać: „ludzie ogólnie mnie lubią, ale są też tacy, którzy za mną nie przepadają
5. mogą miewać problemy z poczuciem rzeczywistości, takie jak:
  1. depersonalizacja – poczucie obcości w stosunku do własnego ciała, myśli i przeżyć, podobne jest do poczucia bycia obserwatorem własnych, myśli przeżyć czy ciała. Przykładem jest poczucie bycia w swoim własnym śnie, poczucie nierealności samego siebie[10]
  2. derealizacja – poczucie, że rzeczywistość jest nierealna lub nieprawdziwa. Czasem prowadzi do tego, że jest ciężko ocenić, co jest realne, a co nie jest. Często określane przez pacjentów jako oglądanie swojego życia jak filmu, z boku[11]
6. mogą reagować pozytywnie na leki przeciwdepresyjne;
7. mogą reagować pozytywnie na leki stabilizujące nastrój;
8. mogą reagować pozytywnie na leki przeciwpsychotyczne.

### Kontrola impulsów
Pacjenci z borderline bywają impulsywni w rozmaitych sferach życia.
Impulsywność jest rozumiana jako: natychmiastowe (gwałtowne) działanie pod wpływem bodźca i towarzyszący brak myślenia o konsekwencjach swojego działania, nieumiejętność odwlekania reakcji na bodziec, niezdolności do powstrzymywania reakcji na impuls.
Impulsywność często dotyczy: korzystania z używek, jedzenia, ryzykownych zachowań seksualnych, gróźb lub prób samobójczych, wydawania pieniędzy, zachowań autodestrukcyjnych oraz stosowania przemocy i agresji. Niektórzy pacjenci z borderline nadmiernie się kontrolują.

### Nietolerancja lęku
Pacjenci z borderline mają problemy w radzeniu sobie z lękiem. Każdy stres przytłacza ich lub dezorganizuje ich działania. Niektórym pacjentom lęk towarzyszy niemal bez przerwy. Niespodziewane wydarzenia życiowe mogą prowadzić u nich do:
1. ataków paniki;
2. zachowań kompulsywnych – kompulsywne czynności to takie, których wykonaniem kieruje niedający się opanować wewnętrzny przymus, powstrzymywanie się od nich powoduje kumulowanie się napięcia emocjonalnego; a poddanie się czynności służy zmniejszeniu odczuwanego napięcia emocjonalnego i jest działaniem o charakterze zastępczym. Takie zachowania to między innymi nadmierne picie alkoholu, nieumiarkowane jedzenie czy niepohamowane wydawanie pieniędzy;
3. zachowań impulsywnych;
4. zachowań autodestrukcyjnych.

### Deregulacja afektu
Pacjenci z borderline miewają problemy z silnymi afektami i uczuciami. Przejawia się to przez:
1. gwałtowne eskalowanie stanów uczuciowych ku ekstremom, co powoduje, że czują się przytłoczeni swymi uczuciami;
2. nieuzasadnioną chwiejność lub zmienność nastrojów;
3. silne i nieadekwatne napady złości lub „burze uczuciowe”, co w połączeniu z impulsywnością może prowadzić do lęku, przemocy lub działań autodestrukcyjnych;
4. mocne angażowanie się w związki emocjonalne, mimo odczuwanej w związku z tym traumy.

### Negatywne afekty
Pacjenci z borderline skarżą się często na depresję, choć w istocie przeżywają złość, niezadowolenie itp. U pacjentów z borderline złość jest afektem dominującym. Czasami odczuwają też oni subiektywną pustkę wewnętrzną.

### „Wieczny” niepokój
Problemy, jakie pacjenci z borderline mają z impulsywnością, lękiem czy afektami, są czasami spowodowane niezdolnością do samouspokojenia. W efekcie odczuwają oni osamotnienie, panikę, wściekłość oraz lęk przed porzuceniem bądź unicestwieniem.

### Lęk przed porzuceniem
Pacjenci z borderline boją się porzucenia. Manifestuje się to przez:
1. dążenie do utrzymania stałej bliskości z innymi;
2. unikanie pozytywnych doświadczeń z innymi i odsuwanie się od osób życzliwych;
3. trzymanie innych na odpowiedni dystans – ani zbyt blisko, ani zbyt daleko;
4. lęk przed porzuceniem związany z aktami separacji-indywiduacji;
5. występowanie poważnych kryzysów w związku z separacją, odrzuceniem lub rozczarowaniem;
6. unikanie uświadamiania sobie negatywnych uczuć, myśli i zachowań, które mogłyby zniszczyć „dobry” obiekt i doprowadzić do porzucenia.

### Niespójność ja
Pacjenci z borderline mają niespójne ja. Aby uchronić swoje ja przed dezintegracją, stosują mechanizmy obronne o charakterze schizoidalnym lub paranoidalnym. Są też podatni na prowadzące do poważnych zaburzeń okresy fragmentacji. Pacjenci ci chronią swoje ja poprzez regulowanie stopnia bliskości interpersonalnej.

### Zaburzone poczucie własnej wartości
Pacjenci z borderline mają albo nadmierne, albo zdewaluowane poczucie własnej wartości. Jest ono chwiejne i zależy od aprobaty oraz szacunku okazywanego im przez innych.

### Defekty superego
Pacjenci z borderline mają nadmiernie rozwinięte „superego”. Przejawia się to przez: (1); wykazywanie rozszczepienia w funkcjonowaniu superego, polegające na impulsywnym uciekaniu się do działań, za które się później nienawidzą; (2) trzymanie się surowych norm moralnych połączone z okresowym ich naruszaniem; (3) surową samoocenę i prześladowanie przez superego, jeżeli naruszy się jego standardy.

### Niestabilne związki interpersonalne
Pacjenci z borderline mają intensywne i niestabilne związki z innymi, często trzymają innych na dystans, przeżywają w związku z tym zmienne nastroje i silne emocje, mają poczucie, że są ofiarami innych, bywają zaborczy i brakuje im poczucia bezpieczeństwa.

### Zaburzenia współistniejące
PD często współistnieje z innymi zaburzeniami. Zaburzenie osobowości z pogranicza w porównaniu do innych zaburzeń osobowości jest związane z większym ryzykiem wystąpienia następujących:
- inne zaburzenia osobowości[13]
- zaburzeń lękowych
  - napady paniki, lęk napadowy[14]
  - zespół lęku uogólnionego (zaburzenie lękowe uogólnione)[15]
  - fobia społeczna[16]
- zaburzeń nastroju (w tym depresji i choroby afektywnej dwubiegunowej),
- zaburzeń odżywiania (w tym anoreksji i bulimii)[17]
- zaburzenie obsesyjno-kompulsyjne (ang. OCD)[18]
- w mniejszym stopniu, zaburzeń występujących pod postacią somatyczną.
- ADHD[19]
- zaburzenie opozycyjno-buntownicze
- zaburzenie zachowania (ang. conduct disorder,CD)[20] – często przejawiają uporczywy wzorzec antyspołecznych i destrukcyjnych zachowań. Objawy te obejmują: agresję, przemoc, kłamstwa, wandalizm, wagary (w przypadku uczniów) czy kradzieże.
- Nadużywanie różnych substancji – jest powszechnym problemem wśród osób z BPD i wynika zarówno z impulsywności, jak i mechanizmów radzenia sobie. Dotyczy 50–70% pacjentów szpitali psychiatrycznych z BPD[21].
- PTSD
- zaburzenia rozwoju, upośledzenie umysłowe
- dysocjacja

## Borderline a zaburzenia koncentracji (ADHD/ADD)
Często objawy u pacjenta są źle interpretowane jako pacjent borderline, a okazuje się, że cierpi na zaburzenia koncentracji z lub bez elementu nadpobudliwości psychoruchowej. W takim wypadku psychoterapia oraz leczenie farmakologiczne ADHD/ADD może spowodować mniej zachowań wskazujących na zaburzenie borderline.

## Zaburzenie osobowości borderline, a spektrum autyzmu
Osoby w spektrum autyzmu mogą być błędnie diagnozowane jako takie, które mają zaburzenie osobowości borderline. Wynika to z faktu, że w obu diagnozach pojawiają się takie objawy jak:
- trudności w relacjach interpersonalnych[23];
- trudności z separacją[24];
- zaburzenie tożsamości;
- uczucie pustki[25];
- intensywny gniew[26];
- impulsywność[27];
- próby samobójcze i zachowania autoagresywne[28];
- przemijające objawy paranoiczne jako reakcja na stres przeważnie w sytuacjach interpersonalnych[29]
- myślenie czarno-białe[30]
- niezdolność do rozumienia lub identyfikowania emocji oraz ich nazywania i wyrażania (aleksetymia)[31]
- niewłaściwa interpretacja emocji innych osób[29];
- błędne założenie intencji innych osób[29];
- trudności w mentalizacji[32][33]

## Przegląd wybranych teorii
Spośród konkurencyjnych teorii powstawania osobowości z pogranicza na szczególną uwagę zasługuje oparta na modelu konfliktu koncepcja Otto Kernberga oraz oparta na modelu deficytu koncepcja Heinza Kohuta.

### Teoria relacji z obiektem
Otto Kernberg rozwijał bazującą na modelu konfliktu teorię relacji z obiektem. Według Kernberga osobowość człowieka kształtuje się w pięciu etapach pomiędzy pierwszym miesiącem a piątym-siódmym rokiem życia dziecka:
1. autyzm – niezróżnicowanie,
2. symbioza – pierwotne reprezentacje obiektu ja,
3. wyodrębnianie reprezentacji ja od reprezentacji obiektu,
4. integracja reprezentacji ja i reprezentacji obiektu,
5. konsolidacja superego i integracja ego.

Kernberg dzieli osobowości na psychotyczne, borderline (czyli pograniczne) i neurotyczne. Najgorzej zintegrowana jest osobowość psychotyczna. Występuje u tych, którzy zatrzymali się na drugim etapie rozwoju osobowości. Najlepiej zintegrowani są neurotycy. Oni przeszli przez wszystkie pięć etapów. Ci, którzy stanęli w połowie drogi między psychozą a neurozą, mają osobowość borderline (pograniczną).
Dla wytworzenia się osobowości borderline kluczowy jest etap trzeci, który zachodzi między szóstym a trzydziestym szóstym miesiącem życia dziecka. Dziecko w tym wieku nie pamięta dobrych uczuć, kiedy jest sfrustrowane, i zapomina o złych, gdy jest zaspokojone. Ten podział na „dobre” i „złe” wynika z jego niedojrzałości poznawczej. Odczuwana przez niektóre dzieci nadmierna agresja w stosunku do „dobrych” reprezentacji ja i obiektu powoduje lęk przed zniszczeniem obu tych struktur. Dziecko o nieukształtowanej psychice redukuje ów lęk za pomocą prymitywnego mechanizmu rozszczepienia. W efekcie nie dochodzi u niego do konsolidacji struktury intrapsychicznej i tożsamości ego. Tworzy się osobowość borderline.
Rozszczepienie polega na tym, że dziecko – lub dorosły – nie potrafią uznać współistnienia w obrębie ich świadomości wspomnianych „dobrych” oraz „złych” reprezentacji i rozdzielają te dwa świadome obrazy, bo boją się, że „złe” reprezentacje zniszczą „dobre”. Nie są oni w stanie przyjąć, że oni sami lub ktoś inny mogą być zarazem dobrzy i źli. Uważają, że ktoś, kto się na nich złości, jest po prostu „zły” i że oni sami są bez reszty „źli”, kiedy się złoszczą. W rezultacie tych rozszczepień ich osobowość nie może się zintegrować. Osoby z borderline korzystają też z innych prymitywnych mechanizmów obronnych.
Terapia polega w tym wypadku na objaśnianiu i interpretowaniu mechanizmów obronnych pacjenta w celu lepszego dostosowania go do rzeczywistości.

### Psychologia self
Heinz Kohut jest twórcą bazującej na modelu deficytu psychologii self. Pierwszymi obiektami ja są rodzice lub opiekunowie. Proces uwewnętrznienia przeobrażającego prowadzi do strukturalizacji ja. Przemiana ta powoduje, że dziecko przejmuje część funkcji obiektu ja, dzięki czemu staje się bardziej samodzielne. Z czasem tworzy się tak zwane ja jądrowe, będące spójną i stabilną strukturą osobowościową. Następnym etapem jest wykształcanie się ja wielkościowego. W korzystnych warunkach te wielkościowe fantazje przekształcają się w zdrowe ambicje i poczucie własnej wartości. Doznawane na poszczególnych etapach frustracje mogą zakłócić proces uwewnętrznienia przeobrażającego i spowodować wykształcenie się niespójnego, pofragmentowanego ja, co daje początek innym zaburzeniom – narcyzmowi lub borderline.
Pacjenci narcystyczni i z borderline przejawiają upośledzenia w tworzeniu ja. Ci drudzy nadbudowują nad tym deficytem strukturę obronną, mającą ich chronić przed bliskimi związkami, które mogłyby doprowadzić do dalszej fragmentacji ja i popadnięcia w psychozę. Choć osobowość borderline wydaje się spójniejsza od osobowości narcystycznej, to w rzeczywistości jest bardziej zaburzona.

## Leczenie
Niedawne badania wykazały, że 3 rodzaje psychoterapii potrafią stymulować znaczącą poprawę u ludzi z tym zaburzeniem. Należą do nich terapie:
1. terapia dialektyczno-behawioralna (DBT),
2. terapia skoncentrowana na przeniesieniu (TFT),
3. terapia schematów (SFT).

„Psychoterapia SFT, która koncentruje się na tematach emocjonalnych powstających w wyniku interakcji pomiędzy pacjentem i terapeutą, stymuluje największe zmiany u ludzi z pogranicznym zaburzeniem osobowości.

### Psychoterapia
Istnieje tradycyjny sceptycyzm co do możliwości psychologicznego leczenia zaburzeń osobowości, lecz kilka specyficznych dla BPD rodzajów terapii zostało opracowanych w czasie ostatnich lat. Ograniczona liczba wyników badań nie pozwala na wyciągnięcie pewnych wniosków na temat efektywności różnych psychoterapii, ale wskazuje na możliwość osiągnięcia przynajmniej poprawy u pacjentów w określonych aspektach pogranicznego zaburzenia osobowości. Sama prosta terapia wspierająca może poprawić samoocenę i zmobilizować istniejące pokłady sił u osób z BPD. Swoiste psychoterapie mogą wymagać sesji w czasie kilku miesięcy, a w przypadku zaburzeń osobowości nawet kilku lat. Psychoterapię można przeprowadzać zarówno w grupach, jak i indywidualnie. Terapia grupowa może być nakierowana na nauczanie i ćwiczenie zdolności interpersonalnych oraz samoświadomości u chorych z BPD, chociaż liczba osób rezygnujących z leczenia może stanowić problem.

#### Terapia dialektyczno-behawioralna
Terapia dialektyczno-behawioralna, czyli nowy sposób leczenie pacjentów z borderline opracowany w latach 90. XX wieku, która początkowo była przeznaczona do interwencji u pacjentów z próbami samobójczymi.
DBT wywodzi się z technik terapii poznawczo-behawioralnej (można ją uznać za jeden z jej rodzajów), lecz skupia się na wymianie i negocjacjach pomiędzy terapeutą a klientem, pomiędzy racjonalnością i emocjami oraz pomiędzy akceptacją i zmianą (stąd dialektyczna). Cele terapeutyczne są uzgodnione, z priorytetem dla kwestii autoagresji. Nauczanie nowych umiejętności takich jak uświadomienie własnych myśli i działań bez oceniania ich, efektywność interpersonalna (np. asertywność i umiejętności społeczne), dostosowane radzenie sobie z cierpieniem i kryzysami oraz zdolność do rozpoznawania i sterowania reakcjami emocjonalnymi są kluczowymi elementami.
DBT jest oparta na teorii biospołecznej, w której pograniczne zaburzenie osobowości jest postrzegane jako biologiczne zaburzenie regulacji emocjonalnej w społecznym środowisku, które jest doświadczane przez pacjenta z borderline jako deprecjonujące.
Okazało się, że terapia dialektyczno-behawioralna znacząco zmniejsza zachowania samouszkadzające i samobójcze u osób z BPD, w większym stopniu niż zwykłe czy specjalistyczne leczenie i jest lepiej tolerowana przez klientów, chociaż nie wiadomo, czy posiada dodatkową skuteczność w pełnym leczeniu BPD.

#### Terapia oparta na mentalizacji
MBT (ang. Mentalisation Based Therapy) rozwijana od początku lat 90. specjalnie dla pacjentów borderline. Teoria Petera Fonagy’ego i Anthony’ego Batemana opiera się ona na pojęciu mentalizacji co oznacza aktywność umysłową polegającą na przypisywaniu innym osobom stanów mentalnych. Umożliwia nam ona rozumienie zachowań społecznych oraz tworzenie i podtrzymywanie więzi międzyludzkich. Mentalizacja może nauczyć, że za każdym zachowaniem stoi jakiś stan emocjonalny i pacjenci poddający się MBT uczą się rozpoznawać te stany na podstawie zachowania człowieka. Jest to umiejętność, której pacjenci z borderline często nie posiadają w swoim repertuarze zachowań.

#### Terapia schematów
SFT (ang. Schema-Focused Therapy), czyli terapia schematów jest integracyjnym podejściem opartym na technikach poznawczo-behawioralnych lub umiejętnościach w połączeniu z teorią relacji z obiektem oraz psychoterapią Gestalt. Celuje bezpośrednio w głębsze aspekty emocji, osobowości, a także schematy (podstawowe sposoby kategoryzacji oraz reagowania na otaczający świat). Leczenie jest także skupione na relacjach z terapeutą, życiu codziennym poza terapią oraz traumatycznych przeżyciach z dzieciństwa. SFT została opracowana przez Jeffreya Younga i zaczęto jej używać w latach 90. XX wieku. Ograniczona liczba badań nad skutecznością tej terapii wskazuje na to, że jest ona znacząco bardziej skuteczna niż terapia Skoncentrowana na Przeniesieniu, z blisko połową pacjentów uznanych za w pełni wyleczonych po 4 latach oraz 2/3 wykazujących wyraźną kliniczną poprawę. Inne bardzo małe badanie także wskazało na skuteczność SFT.

#### Terapia skoncentrowana na przeniesieniu
TFT (ang. Transference Focused Therapy) jest terapią stworzoną przez Otto Kernberga. Metoda opiera się na założeniu, że pacjent w relacji terapeutycznej odtwarza sposób funkcjonowania dominujący także w innych relacjach (związki partnerskie, relacje ze znajomymi, relacje zawodowe). Celem terapii jest pomoc pacjentowi w poszerzeniu świadomości i zintegrowaniu wszystkich aspektów świata wewnętrznego (zamiast obronnego oddzielania wstydliwych, bolesnych czy nie akceptowanych myśli, uczuć i motywacji) po to by mógł on odbierać siebie i innych w spójny, zrównoważony sposób. Postawa psychoterapeuty pracującego tą metodą jest bardziej aktywna niż w innych metodach pracy wywodzących się z psychoanalizy. Praca polega przede wszystkim na zatrzymywaniu pacjenta przy dominującym uczuciu towarzyszącemu dialogowi z terapeutą, tak aby pomóc mu go zaobserwować, rozważyć i zrozumieć.

#### Terapia oparta na akceptacji i zaangażowaniu
ACT (ang. Acceptance and Commitment) jej podstawowym elementem pracy jest kształcenie elastyczności psychicznej – zdolności do nawiązania i utrzymania pełnego kontaktu z chwilą obecną (mindfulness), niezależnie od tego, jakie myśli, emocje lub stany ciała wydarzałyby się w danym momencie (akceptacja), aby móc podejmować działania zgodne z własnym systemem wartości (zaangażowane działanie).

#### Terapiapoznawczo-behawioralna zorientowana na traumę
TF-CBT (ang. Trauma Focused Cognitive Behavioral Therapy) to sposób opracowany przez Judith A. Cohen, Esther Deblinger oraz Anthony’ego P. Mannarino. Powstał specjalnie dla osób, które chcą poradzić sobie z objawami traumy. Często bowiem trauma jest właśnie tym, co leży u podłoża zaburzenia borderline. TF-CBT pomaga sobie z tym poradzić. Kluczowym elementem tej terapii jest modyfikacja patologicznych schematów myślenia i skojarzeń.

#### Trening oswajania stresu
Trening oswajania stresu, SIT (ang. Stress Inoculation Therapy) to bardziej trening niż terapia, podczas którego pacjenci uczą się kontrolowania oddechu, zatrzymywania myśli, prowadzenia ukierunkowanego dialogu wewnętrznego i relaksacji mięśni na bazie instrukcji. Metody te są często stosowane w celu umożliwienia uzyskania przez pacjentów kontroli nad odczuwaniem stresu. Twórcą tej metody jest Donald Meichenbaum. Metoda może być pomocna również dla pacjentów z osobowością borderline.

#### EMDR– Terapia odwrażliwienia za pomocą ruchów gałek ocznych
EMDR (ang. Eye Movement Desensitization and Reprocessing) służy jako narzędzie pomocnicze w walce z traumą, która często stanowi podstawę dla zaburzenia borderline. EMDR zakłada, ze głęboko stresujące wydarzenia lub traumatyczne sytuacje destabilizują równowagę psychiczną i tworzą w mózgu tzw. “wyspę traumatyczna”, która nie pozwala na zdrowe przetwarzanie docierających do nas informacji. Francine Shapiro w latach 80. odkryła, że szybkie, powtarzające się ruchy gałek ocznych mają wpływ na redukcję poziomu lęku doświadczanego przez pacjenta, który przeżył traumę. Według teorii, na której oparta jest technika, organizm ludzki wyposażony jest w psycho-fizjologiczny system przetwarzania informacji i dąży do równowagi na poziomie fizjologicznym. Informacje są przechowywane do czasu adaptacyjnego rozwiązania, co oznacza utworzenie odpowiednich połączeń w mózgu. Dzięki temu, że doświadczenie zostaje zintegrowane w schemat emocjonalno-poznawczy, może być dalej konstruktywnie wykorzystywany przez osobę. W efekcie przeżycia traumy, system ten może informacje uzyskane w czasie tego doświadczenia przechowywać w niedostatecznie przetworzony sposób i zawiera dysfunkcjonalne myśli. W czasie wspominania traumatycznego wydarzenia może wytworzyć się połączenie między świadomością, a miejscem, gdzie informacje są przechowywane. Ruch gałek ocznych ma bezpośredni wpływ na funkcje korowe (związane z mózgiem), co prowadzi do przywrócenia równowagi w systemie przetwarzania informacji.

#### Grupowy program leczenia STEPPS w systemie przetwarzania informacji
(ang. Systems Training for Emotional Predictability and Problem Solving) Jest to poznawczo-behawioralny trening umiejętności przygotowany dla pacjentów z osobowością borderline – został opracowany przez Bartel i Crotty w 1992 r. U podłoża tego leczenia leży założenie, że osoby z zaburzeniami borderline mają defekt w zakresie regulacji natężenia emocji.
Program STEPPS składa się z dwóch faz:
faza 1 – 20 tygodniowy trening podstawowych umiejętności,
faza 2 – roczny zaawansowany program STAIRWAYS ze spotkaniami dwa razy w miesiącu.
Podczas tego treningu pacjenci zyskują: Świadomość dotyczącą istoty choroby. Polega to na zapoznaniu się z kryteriami DSM-IV i porównaniu ich ze swoimi odczuciami. Ponadto uczestnicy treningu zapoznają się z koncepcją filtrów poznawczych, w czym pomocne są im odpowiednie kwestionariusze. Po zidentyfikowaniu swoich nieprzystosowawczych filtrów poznawczych pacjenci starają się dostrzec związek pomiędzy nimi, kryteriami DSM-IV a przeżywanymi przez nich uczuciami, ich zachowaniem i myślami.
- Umiejętność kontrolowania emocji.
- Umiejętność kontrolowania zachowania.

Cechą charakterystyczną tego treningu jest również grupa wsparcia, którą tworzy sobie osoba lecząca się (w skład tej grupy może wchodzić rodzina, znajomi). Dzięki temu osoby z grupy wspierającej mogą lepiej zrozumieć istotę zaburzenia, a także posiąść umiejętności, które pozwalają lepiej radzić sobie z zaburzeniami osoby cierpiącej na BPD. Zadaniem takiej grupy jest wspieranie uczestnika i wzmacnianie nowo nabytych umiejętności. Taka organizacja leczenia pozwala uniknąć nieporozumień na linii: osoby z zewnątrz – terapeuta, które często wywołuje pacjent, przenosząc swój wewnętrzny konflikt na zewnątrz. Dzięki temu można osiągnąć spójny system działania, który sprzyja przyswajaniu i stosowaniu nowych umiejętności.

#### Terapia poznawczo-analityczna
Terapia poznawczo-analityczna (ang. Cognitive Analytic Therapy, CAT) to psychoterapia, która łączy w sobie idee z psychoanalizy i terapii poznawczo-behawioralnej. Metoda ta ma na celu pomóc pacjentom zrozumieć swoje wzorce zachowań i myśli, a następnie je zmienić. Przynosi różne wyniki efektywności.

#### Inne modele psychoterapii
Inne metody leczenia pogranicznych zaburzeń osobowości wychodzą od koncepcji konfliktu i deficytu.

##### Modele oparte na pojęciukonfliktu
Otto Kernberg, współtwórca teorii relacji z obiektem, wypracował dwie metody leczenia pacjentów z borderline: psychoterapię podtrzymującą i psychoterapię ekspresyjną.

###### Psychoterapia podtrzymująca
Celem terapii podtrzymującej jest pomoc pacjentowi w bardziej przystosowanym funkcjonowaniu bez ingerowania w jego mechanizmy obronne, strukturę osobowości czy występujące nieświadome konflikty. Kluczowym pojęciem jest tu przystosowywanie. Terapeuta pomaga pacjentowi w zrozumieniu rzeczywistości i dostosowaniu do niej jego zachowań. Podstawą terapii jest rozpoznanie stosowanych przez pacjenta prymitywnych mechanizmów obronnych. Terapeuta nie interpretuje ich, lecz uczy pacjenta rozpoznawać je i rozumieć. Nie zaleca się stosowania tej terapii na dłuższą metę, ponieważ prowadzi to do wzmocnienia mechanizmów obronnych i zaburzeń tożsamości oraz do osłabienia ego.

###### Psychoterapia ekspresyjna
Celami psychoterapii ekspresyjnej są: modyfikacja mechanizmów obronnych oraz integracja reprezentacji ja i obiektu. Kluczowymi pojęciami są tu: dyscyplina oraz interpretowanie. Podczas terapii należy trzymać się kilku zasad: (1) pacjent powinien mieć kontakt wzrokowy z terapeutą; (2) sesje powinny się odbywać nie rzadziej niż dwa razy w tygodniu; (3) terapeuta powinien przestrzegać ustalonego planu spotkań; (4) terapeuta powinien się zajmować bieżącymi problemami pacjenta; (5) terapeuta powinien ograniczać prowokacyjne i agresywne zachowania pacjenta (acting out); (6) terapeuta powinien zadbać, żeby destrukcyjne działania pacjenta nie zaburzały leczenia. Podstawą jest zachowywanie przez terapeutę neutralnej postawy. W założeniach teoretycznych terapeuta powinien zachować obiektywizm – w praktyce może być to trudne do osiągnięcia.
Terapeuta i pacjent zawierają Przymierze terapeutyczne, które definiuje się jako „przymierze lub zdrowy rozsądek ego lub ja klienta z analizującym lub «terapeutyzującym» ego lub ja terapeuty w celu wspólnej pracy” (użyty w przytoczonej definicji termin „klient” jest innym określeniem pacjenta). Przymierze terapeutyczne powinno dotyczyć:
1. celów terapii;
2. zadań służących realizacji tych celów;
3. więzi między pacjentem i terapeutą.

Podstawowymi technikami stosowanymi przez terapeutę są: klaryfikacja, konfrontacja, interpretacja oraz interpretacja przeniesienia:
- klaryfikacja polega na analizowaniu tego, co komunikuje pacjent, i tworzy podstawę pod konfrontację oraz interpretację
- konfrontacja służy uświadomieniu pacjentowi jego sprzecznych myśli, uczuć i zachowań, co może wywoływać reakcje obronne pacjenta
- interpretacja ma pomóc w wyjaśnieniu pacjentowi ukrytych motywów używanych przez niego mechanizmów obronnych oraz innych jego szkodliwych zachowań
- interpretacja przeniesienia polega na wykorzystaniu trzech wcześniejszych technik i służy uświadomieniu pacjentowi bazujących na prymitywnych mechanizmach obronnych jego reakcji na terapeutę

Używanie przez pacjenta mechanizmów obronnych szkodzi „przymierzu terapeutycznemu” – ich zrozumienie wzmacnia je.
Następnym krokiem jest wskazanie przez terapeutę związków między zachowaniami i uczuciami pacjenta a jego problemami w kontaktach z innymi. Kiedy pacjent jest już do tego gotowy, można zacząć pomagać mu w zintegrowaniu rozszczepionych wyobrażeń o sobie i innych. Z uwagi na stosowane przez pacjenta mechanizmy obronne jest to proces długotrwały i trudny.

##### Model oparty na pojęciu deficytu
Heinz Kohut, twórca psychologii self, wywiódł z jej zasad własną technikę psychoterapeutyczną.

###### Psychoterapia na zasadach psychologii ja
Celem tego typu terapii jest pomoc pacjentowi w wytworzeniu bardziej spójnego ja. Kluczowymi pojęciami są tu: empatia i wyjaśnianie. Terapeuta stara się wniknąć empatycznie w pacjenta i pomaga mu zrozumieć siebie. W efekcie dochodzi do uwewnętrznień przeobrażających, które wytwarzają mocniejsze ja. Kohut pisał: „Tym postępom towarzyszy większa umiejętność werbalizacji, głębszy wgląd, większa autonomia ego i zwiększona kontrola nad impulsywnością... Istotą psychoanalitycznego wyleczenia jest nowo nabyta zdolność pacjenta do rozpoznawania i poszukiwania odpowiednich obiektów ja – zarówno odzwierciedlających, jak i wyidealizowanych – pojawiających się w otoczeniu życiowym i uzyskiwania od nich wsparcia”.
Głównym narzędziem zbierania informacji na temat pacjenta jest empatia. W tym podejściu pozwala się pacjentowi na dokonywanie przeniesień obiektu ja, aby – dzięki korektom zakłóceń przeniesienia i wyjaśnianiu jego związku z traumatycznymi wydarzeniami z dzieciństwa – doprowadzić do wykształcenia się bardziej spójnego ja. Terapeuta nie jest bezstronnym obserwatorem, lecz zaangażowanym partnerem. Zamiast przedmiotowego traktowania pacjenta i dostosowywania go do oczekiwań oraz wartości społecznych, podchodzi do pacjenta podmiotowo, pomagając mu w lepszym wyrażaniu jego twórczych możliwości. „Terapeuta musi próbować zrozumieć i zaakceptować znaczenie subiektywnych doświadczeń pacjenta, nawet jeśli są one niezgodne z postrzeganiem rzeczywistości przez terapeutę”. Przeniesienia traktuje się jako zjawiska pozytywne, a złość, jaką okazują czasami pacjenci, interpretuje się jako reakcję spowodowaną doznanymi przez nich w przeszłości urazami emocjonalnymi. (W terapii opartej na modelu konfliktu przeniesienie i złość byłyby uznane za przejawy stosowania mechanizmów obronnych).

#### Psychoanaliza
Ten rodzaj interwencji został powiązany z nasileniem objawów BPD, chociaż istnieją również dowody na skuteczność pewnych technik psychoanalizy w kontekście częściowej hospitalizacji.

#### Terapia psychodynamiczna
Terapia psychodynamiczna wyrasta z teorii i wiedzy teorii psychoanalitycznej i opiera się na koncepcji konfliktu wewnątrzpsychicznego, który jest wynikiem oddziaływania najczęściej nieświadomych wewnętrznych sił, pragnień, impulsów i samokontroli. W koncepcji psychodynamicznej zaburzenia i objawy są wynikiem nieświadomych procesów. Terapia skupia się na uzyskiwaniu wglądu w problemy i wykorzystuje zjawisko przeniesienia i przeciwprzeniesienia w relacji z terapeutą. Terapia pacjentów borderline polega między innymi na zachęcaniu do mentalizacji i umożliwieniu dopuszczenia innych interpretacji rzeczywistości i punktów widzenia niż te, które są odzwierciedleniem świata wewnętrznego pacjenta.
Badania nad skutecznością psychoterapii psychodynamicznej w leczeniu osobowości z pogranicza (borderline) opublikowane przez American Psychiatric Association wykazują, że warto tę metodę stosować zarówno ze względu na istotne korzyści terapeutyczne, jak i oszczędność (Gabbard, 2005). Rezultaty badań pokazują, że u pacjentów poddanych psychoterapii pschodynamicznej, którzy wytrwają w terapii psychodynamicznej dłuższy czas, około 12 miesięcy, występuje odczuwalna poprawa (Clarcin i in., 2004).
Interpretacje psychodynamiczne odnoszące się do przeniesienia przynoszą trwałe efekty poprawy.

## Wsparcie dla bliskich osób z zaburzeniem osobowości borderline

### Zaburzenie osobowości typu borderline, a współuzależnienie u bliskich (w szczególności rodziców[58])
U bliskich osoby z zaburzeniem osobowości borderline może wykształcić się tak zwane współuzależnienie, co objawia się u osoby pomagającej:
1. nastrój osoby pomagającej zależy od stanu osoby z BPD[58]
2. całe życie kręci się wokół zaburzenia osoby z BPD i próby “naprawienia jej”[58]
3. typowa wypowiedź osoby pomagającej: “zacznę żyć spokojnie dopiero gdy osoba z BPD będzie wyleczona”[59]
4. osoba pomagająca zapomina o sobie[60]
5. osoba pomagająca wszystko żeby “naprawić” osobę z BPD i stanowi to jej obsesję[58]
6. życie w przewlekłym napięciu i zagrożeniu w związku z zaburzeniem osoby z BPD[58]
7. przewidywalność codziennych sytuacji jest mocno ograniczona. Nie oznacza to jednak zależności przyczynowo-skutkowej, czyli nie tylko osoba uzależniona jest powodem stresów w rodzinie. Również pozostali członkowie rodziny (bliscy) poprzez swoje zachowania i postawy mogą (nieświadomie) nasilać objawy u osoby z BPD[61]
8. w miarę rozwoju współuzależnienia nasilają się destrukcyjne mechanizmy adaptacyjne, które służą utrzymaniu równowagi w rodzinie, jednocześnie powodują pogorszenie stanu zdrowia oraz sprawność funkcjonowania psychospołecznego u osoby pomagającej[62]

### ProgramFamily Connections
Program Family Connections to program wsparcia dla bliskich osoby z borderline lub dysregulacją emocji. Ten 12-tygodniowy program składa się z następujących modemów: zdobywania informacji o BPD, umiejętności regulacji emocji, komunikacji w relacjach, umiejętności uprawomocnienia siebie i innych i rozwiązywania problemów. Skuteczność programu Family Connections została potwierdzona w badaniach. W Polsce program realizowany jest przez Polskie Towarzystwo Terapii Dialektyczno-Behawioralnej.

## Farmakoterapia
Choć techniki psychoterapeutyczne i farmakoterapeutycze mogą być ze sobą łączone, to skuteczność takiego postępowania nie została dostatecznie potwierdzona w praktyce klinicznej. Farmakoterapię włącza się w razie pojawienia się u pacjenta epizodów psychotycznych, nerwicowych, maniakalnych lub depresyjnych.

### Leki przeciwdepresyjne
W badaniach kontrolowanych z randomizacją wykazano, że selektywne inhibitory zwrotnego wychwytu serotoniny (SSRI) należące do grupy leków przeciwdepresyjnych pomagają w towarzyszących borderline objawach takich jak lęk, depresja oraz złość i wrogość związanych z BPD u niektórych pacjentów. W książce Listening to Prozac Peter D. Kramer podaje, że BPD wymaga większych dawek leków z grupy SSRI do leczenia zaburzeń nastroju niż w przypadku samej depresji. Uzyskanie widocznych efektów wymaga około trzech miesięcy terapii w porównaniu do 3–6 tygodni w depresji.

### Leki przeciwpsychotyczne
Leki przeciwpsychotyczne czasem stosuje się w leczeniu zaburzeń myślenia lub percepcji co często występuje w zaburzeniu borderline. Leki przeciwpsychotyczne mają różne zastosowania; zarówno dla krótotrwałych i przemijających stanów psychotycznych i dysocjacyjnych, do bardziej ogólnych jak w przypadku chorobie afektywnej dwubiegunowej.
Metaanaliza 14 badań wykazała, że kilka atypowych neuroleptyków, w tym olanzapina, klozapina, kwetiapina i risperidon, może pomagać pacjentom z BPD, u których wystąpiły objawy psychotyczne, impulsywne lub próby samobójcze, a także wrażliwość interpersonalna, lęk, złość, wrogość czy paranoiczność.
Leki te nie zwalczają przyczyn zaburzenia, ale zmniejszają objawy.
Starsze leki mają wiele działań niepożądanych, wśród których jednymi z ważniejszych są późne dyskinezy stąd raczej odchodzi się od stosowania ich. Bardziej nowoczesne leki, czyli typowe antypsychotyki w dużych ilościach mogą powodować znaczne przybieranie na wadze i związane z tym powikłania zdrowotne.

### Leki stabilizujące nastrój
To grupa leków psychotropowych działająca stabilizująco na nastrój i napęd psychoruchowy. Mogą być pomocne w przypadku leczenia zaburzenia borderline, gdyż pomagają ustabilizować nastrój i opanowywać inne objawy chorobowe takie jak dysforia (drażliwość, niezadowolenie), gniewność, wybuchowość. Leki te mogą pomóc pacjentom z borderline polepszać swoją sytuację dzięki temu, że są w stanie skupić się na psychoterapii. Do leków stabilizujących nastrój zaliczamy węglan litu oraz karbamazepina, okskarbazepina, sole kwasu walproinowego, oraz nowszej generacji lamotrygina i topiramat. Zasadniczą cechą leków tej grupy jest obniżenie napędu i nastroju w manii, od podwyższonego do prawidłowego, bez wykazywania tendencji do obniżania go dalej.

### Psychiatryczna opieka medyczna
Osoby z BPD wymagają czasem szerokiej opieki medycznej w zakresie zdrowia psychicznego; są przyczyną 20% psychiatrycznych hospitalizacji. Większość pacjentów z pogranicznym zaburzeniem osobowości kontynuuje leczenie poza szpitalem przez kilka lat, lecz liczba osób stosujących bardziej restrykcyjne i kosztowne leczenie, w tym hospitalizacje, zmniejsza się z czasem. Ocena opieki zdrowotnej przez osoby chore jest różna. Ocenienie przez służby zdrowia ryzyka podjęcia próby samobójczej u pacjentów ze stale podniesionym ryzykiem popełnienia samobójstwa i z próbami samobójczymi w wywiadzie nie jest łatwe, zwłaszcza że pacjenci mają skłonności do niedoceniania ryzyka swoich działań.
Szczególne trudności zaobserwowano w stosunkach pomiędzy pracownikami służby zdrowia i pacjentami z BPD. Większość personelu psychiatrycznego podaje, że radzenie sobie z osobami chorymi na BPD jest od umiarkowanie do niezwykle trudnego i jest przeciętnie trudniejsze niż w przypadku pacjentów z innych grup zaburzeń. Z punktu widzenia osób chorych określenie pograniczne zaburzenie osobowości wydaje się być raczej pejoratywną etykietką niż przydatnym rozpoznaniem, a samodestrukcyjne zachowanie jest niewłaściwie odbierane jako manipulacja, a ich dostęp do opieki jest ograniczony. Czyni się próby poprawienia nastawienia społeczności oraz personelu medycznego.

### Trudności w terapii
W leczeniu pogranicznego zaburzenia osobowości mogą pojawiać się specyficzne wyzwania, jak w przypadku opieki szpitalnej. W psychoterapii pacjent może być niezwykle wrażliwy na odrzucenie czy opuszczenie i reagować negatywnie (np. uszkadzając swoje ciało lub porzucając terapię), jeśli któreś poczuje. Dodatkowo, klinicyści mogą nabierać dystansu emocjonalnego od pacjentów z BPD dla chronienia samego siebie lub z powodu stygmatyzacji związanej z tym rozpoznaniem, doprowadzając do samospełniającej się przepowiedni i zamykając krąg stygmatyzacji, do której może przyczynić się zarówno pacjent, jak i terapeuta.
Niektóre psychoterapie, jak na przykład DBT, opracowano do przezwyciężenia interpersonalnej wrażliwości i utrzymania związku terapeutycznego. Trzymanie się reżimu stosowania leków także może stanowić problem, częściowo z powodu działań ubocznych, które występują u 50% do 88% osób. Zaburzenia współistniejące, w tym zwłaszcza nadużywanie substancji, mogą utrudnić osiągnięcie remisji.

## W kulturze
Przykłady postaci filmowych z tym typem zaburzeń osobowości:
- Alex Forrest (Glenn Close) – Fatalne zauroczenie
- Susanna Keysen (Winona Ryder) – Przerwana lekcja muzyki
- Chloe Sweeney (Amanda Seyfried) – Chloe
- Tiffany Maxwell (Jennifer Lawrence) – Poradnik pozytywnego myślenia
- Anakin Skywalker[85] (Hayden Christensen) – Gwiezdne wojny